# 1909 en Australie
Chronologie de l'Australie
- 1905
- 1906
- 1907
- 1908
- 1909
- 1910
- 1911
- 1912
- 1913

Cette page concerne les évènements survenus en 1909 en Australie  :

## Évènement
- 29 mai : Naufrage du navire Navara (en).
- 11 août : Inondations dans l’État de Victoria (en)

## Arts et littérature
- Sortie des romans Some Everyday Folk and Dawn (en) de Miles Franklin et A Rogue's Luck (en) d'Arthur Wright.
- Hans Heysen remporte le prix Wynne avec Summer.

## Sport
- Championnat d'Australie de 1909 (en) (football)
- Coupe Davis à Sydney.
- Équipe de cricket d'Australie en Angleterre (en)
- Série inter-États de 1909 (en) (hockey sur glace)

## Naissance
- Reg Ansett (en), homme d'affaires.
- Percival Bazeley (en), scientifique.
- Leon Goldsworthy (en), expert en explosifs.
- Nell Hall Hopman, joueuse de tennis.
- Elisabeth Murdoch (en), philanthrope.
- Chips Rafferty, acteur.

## Décès
- Charles Conder, peintre et graveur.
- Max Hirsch (en), homme d'affaires et économiste.
- William Charles Kernot (en), ingénieur.
- Julian Salomons (en), magistrat.
- Saumarez Smith (en), religieux.
- Henry D'Esterre Taylor (en), banquier.